# Nollywood
Nollywood – umowna nazwa nigeryjskiego przemysłu filmowego i jego ośrodka w Surulere, jednej z dzielnic dawnej stolicy kraju, Lagos.

## Wiadomości ogólne
Nigeryjska kinematografia opiera się głównie na produkcjach realizowanych w technice wideo i przeznaczonych do rozpowszechniania na kasetach a także płytach Video CD lub DVD (rozchodzą się błyskawicznie w stutysięcznych nakładach). Większość filmów jest kręcona w konwencji horrorów voodoo, sensacyjno-melodramatycznej lub komedii. Budżet przeciętnego filmu wynosi około 15 tysięcy dolarów, ale filmów tych od lat 90. XX wieku powstają setki rocznie, więc ogólna wartość nigeryjskiego przemysłu filmowego szacowana jest na od 45 do 65 milionów dolarów. W okresie apogeum dystrybutorzy nigeryjscy wypuszczali łącznie około 50 filmów tygodniowo, doprowadziło to jednak do klęski urodzaju i chwilowej recesji, po której musiał nastąpić niejaki spadek produkcji. Nadal wynosi ona jednak co najmniej 400 filmów rocznie. 
Większość tych filmów powstaje w rekordowym tempie (tygodniowy okres zdjęciowy to norma). Z reguły są więc dość niedbałe realizacyjnie i naiwne fabularnie, nie są cenione przez nigeryjskich intelektualistów, ale cieszą się ogromną popularnością wśród przeciętnych mieszkańców anglojęzycznych obszarów Afryki, bo opowiadają specyficznie afrykańskie historie. Od końca lat 90. (mniej więcej od 1998) wzrasta ich ogromny już obecnie eksport do innych krajów afrykańskich, w których językiem urzędowym jest angielski, w którym są często realizowane (właśnie po to, żeby zwiększyć zasięg ich rozpowszechniania).  
Nollywood jest w znacznym stopniu zdominowane przez przedstawicieli ludu Ibo.
O Nollywood opowiada film dokumentalny BBC pod tytułem Nollywood.

## Aktorzy
Najpopularniejsi aktorzy, jak Kate Henshaw-Nuttall zarabiają kilka tysięcy dolarów za film, co w warunkach afrykańskich i przy tym, jak krótko trwa praca nad jednym filmem, stanowi duże kwoty. Dzięki temu w ciągu ostatnich kilkunastu lat zmieniło się podejście Nigeryjczyków do zawodu aktora, który wcześniej nie był ceniony, a aktorka wręcz była traktowana niemal jak prostytutka. Obecnie jest to zawód powszechnie ceniony i pożądany. 
Popularnymi aktorami są między innymi: 
- Kate Henshaw-Nuttall
- Emeka Ani
- Remy Ohajianya
- Charles Awarum

## Przykłady filmów z Nollywood
- I Hate My Village z 1998 – opowiada między innymi o kanibalach,
- Daddy Moh,
- Ekulu – o miłości afrykańskiego niewolnika i białej kobiety, która go wyzwala, ale która zostaje odrzucona przez jego społeczność, więc razem uciekają do dżungli, gdzie rozdzielają ich kanibale,
- Figurka z 2009 – nollywoodzki horror,
- Inale z 2010 – jedna z najdroższych produkcji w historii nigeryjskiej kinematografii, musical z elementami fantastycznymi.

Plan zdjęciowy filmu
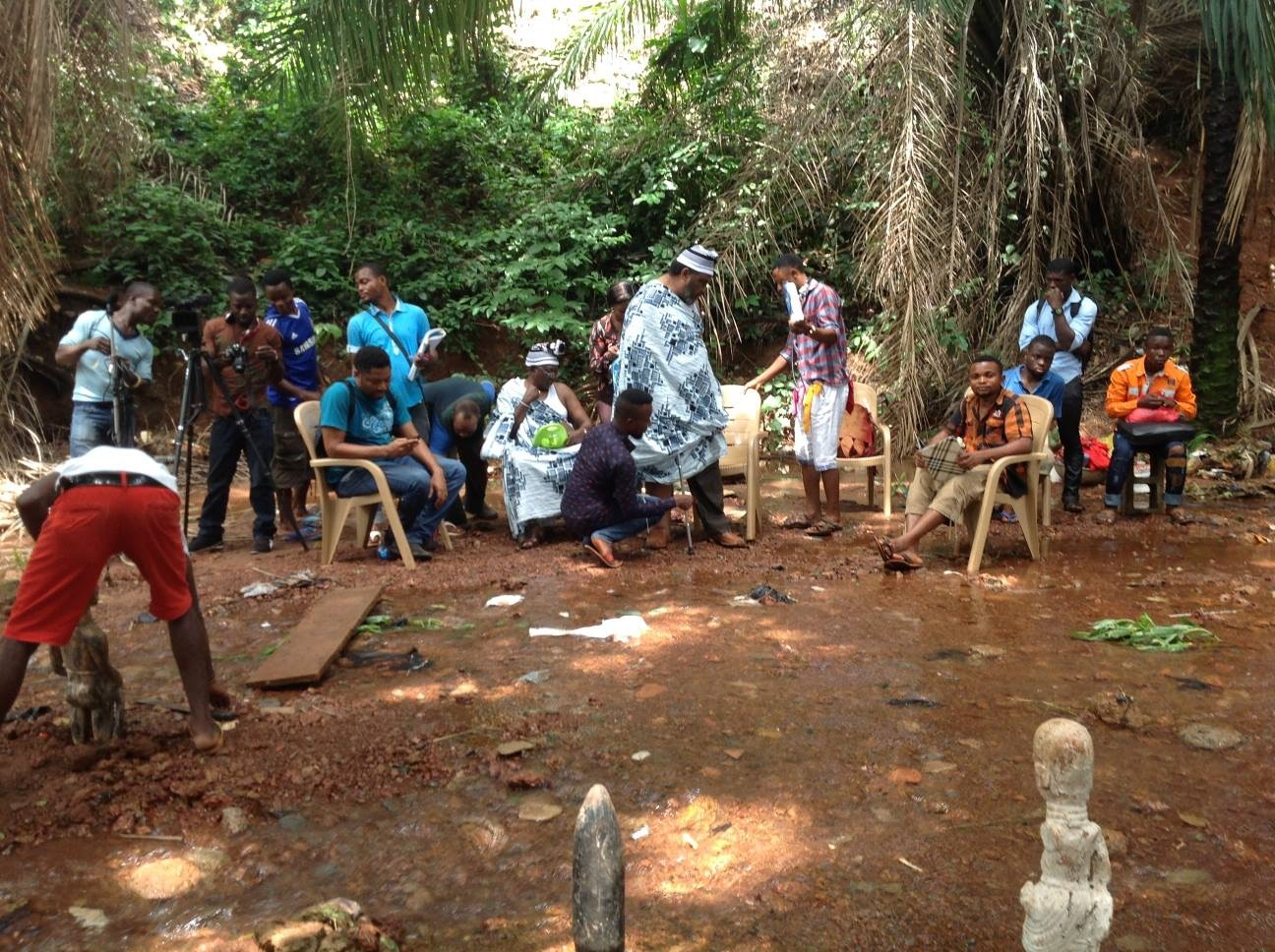
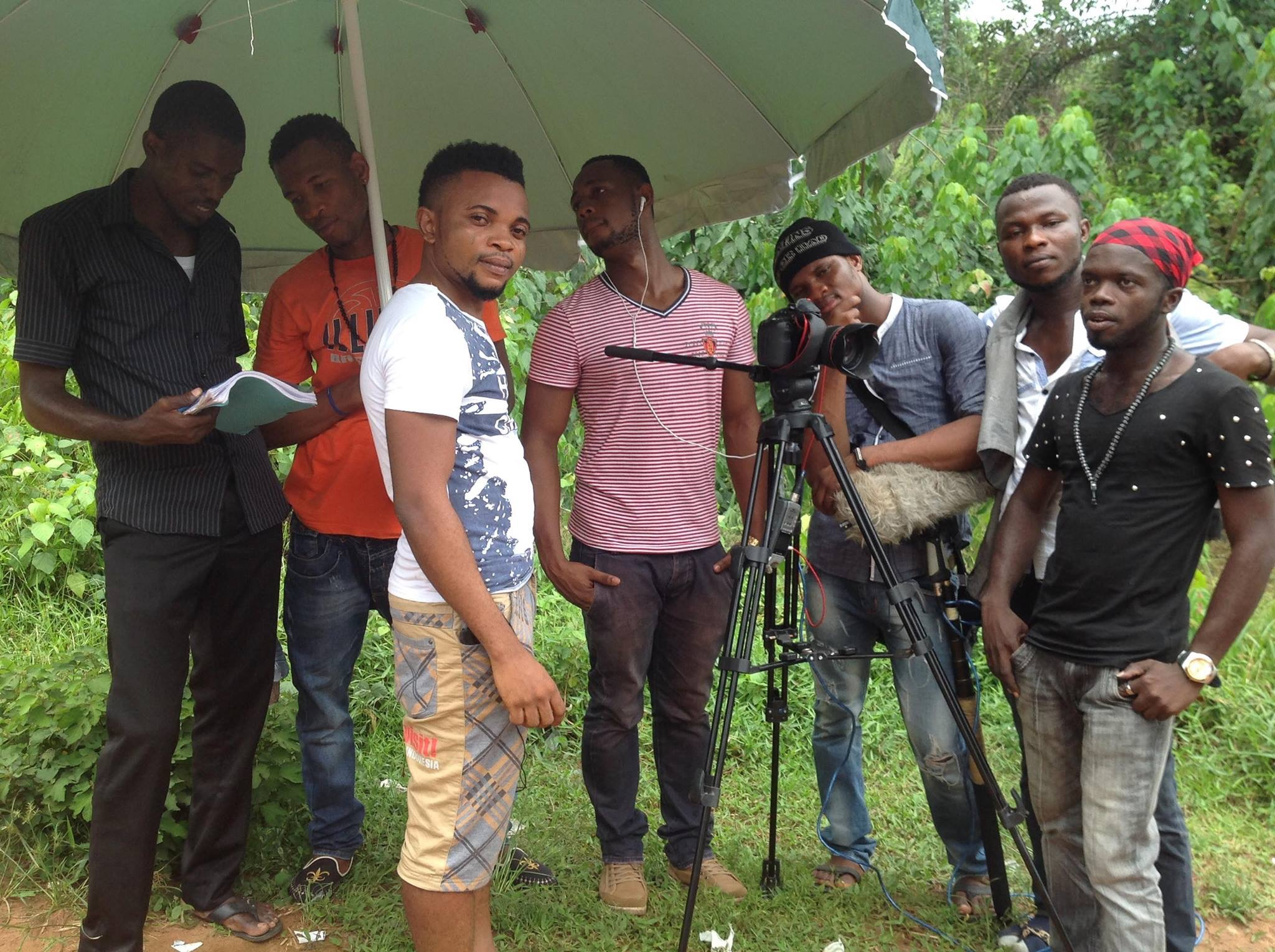
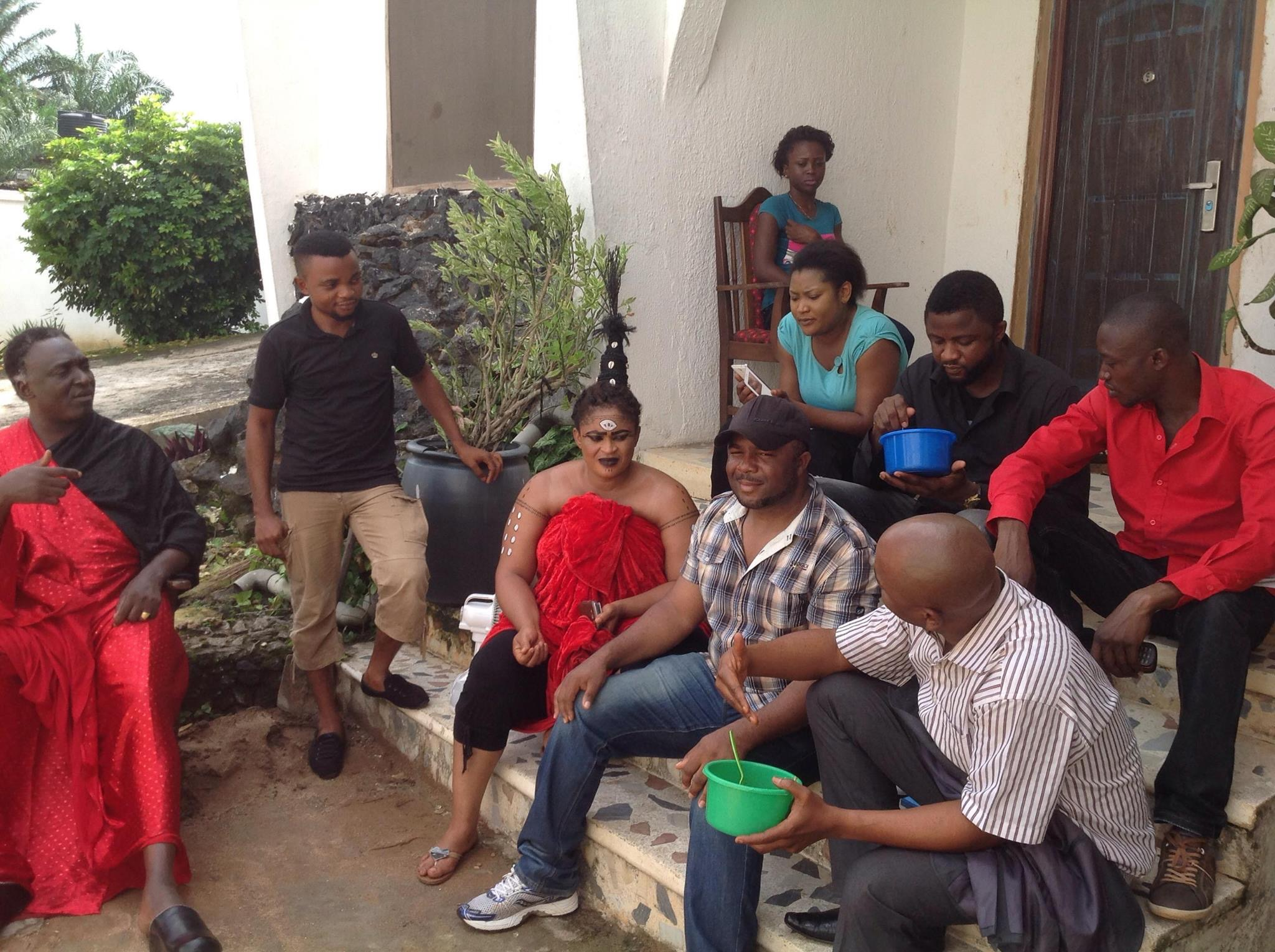
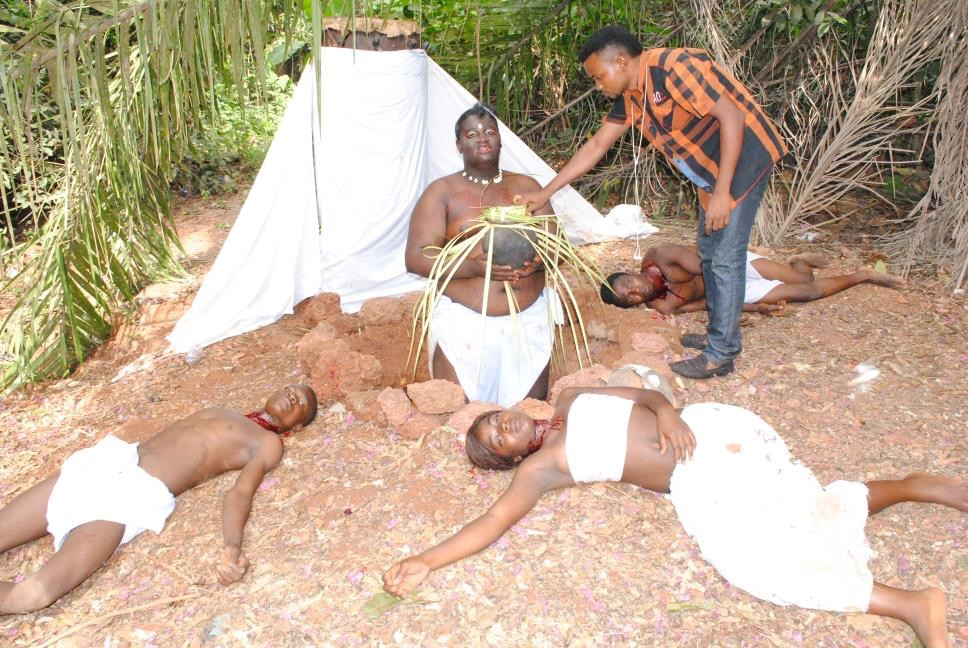